# 리암 델랍
리암 로리 델랍(영어: Liam Rory Delap, 2003년 2월 8일 ~ )은 잉글랜드의 축구 선수로 현재 프리미어리그의 첼시에서 스트라이커로 활약하고 있다.
그는 과거 아일랜드의 축구 국가대표로 활약했던 로리 델랍의 아들로도 알려져 있다.